# 德國國防軍陸軍第462國民擲彈兵師
德國國防軍陸軍第462國民擲彈兵師（德語：462. Volksgrenadier-Division）是納粹德國國防軍陸軍的一個國民擲彈兵師。該師於1942年10月組建。
該師組建時，稱為462號師（德語：Division Nr. 462），1944年10月改編為第462步兵師（德語：462. Infanterie-Division），同年11月改編為第462國民擲彈兵師。
該師改編前後，一直在西線作戰。
該師最後於1944年11月在梅斯被殲。

## 註腳
1. ↑  Mitcham（2007年）